# Elizabeth McLaughlin

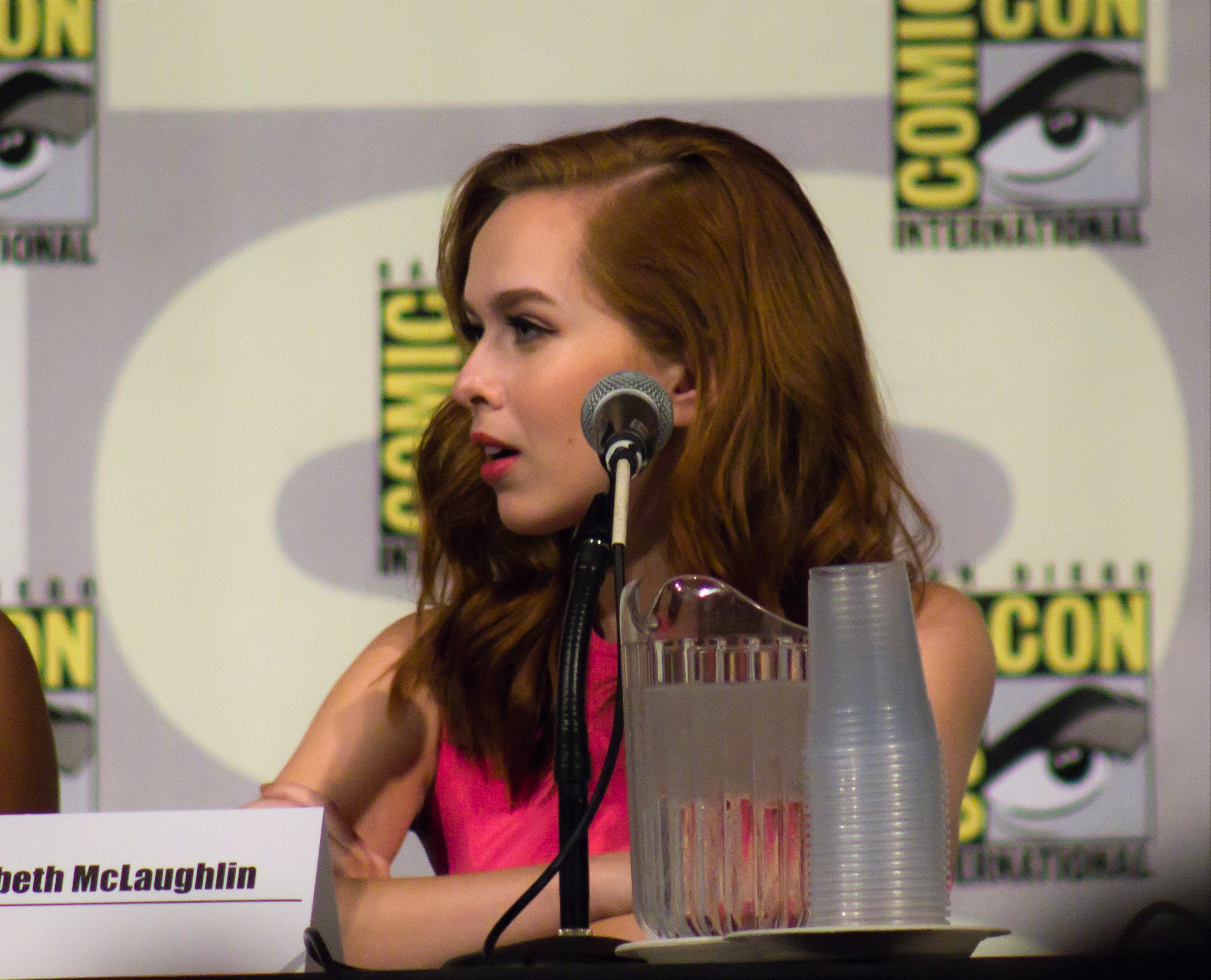
Elizabeth McLaughlin

Elizabeth Sarah McLaughlin, född 2 oktober 1993, är en amerikansk skådespelerska.
Hon spelade den bortskämda Massie i filmen The Clique, baserad på böckerna av Lisi Harrison.
Hon har även varit med i Ugly Betty och The Early Years.